# Ardisia iwahigensis
Ardisia iwahigensis är en viveväxtart som beskrevs av Adolph Daniel Edward Elmer. Ardisia iwahigensis ingår i släktet Ardisia och familjen viveväxter. Inga underarter finns listade i Catalogue of Life.